# John S. Upham junior
John Southworth Upham, Jr. (* 5. April 1907 in Camp Keithley, Mindanao, Philippinen; † 8. Oktober 1993 in Alexandria, Virginia) war ein US-amerikanischer Offizier der US Army, der für seine Verdienste während der Operation Overlord sowie der Operation Neptune am D-Day am 6. Juni 1944 das Distinguished Service Cross erhielt, die zweithöchste Auszeichnung der US-Armee für Tapferkeit. Zuletzt war er als Generalleutnant von 1962 bis 1964 Kommandeur der Zweiten US-Armee (Second US Army).

## Leben

### Familiäre Herkunft, Offiziersausbildung und Offizier

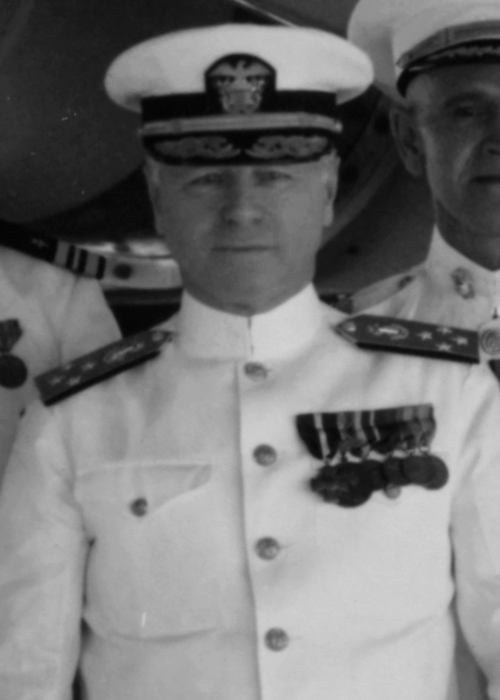
Ein Onkel von John Southworth Upham, Jr. war Konteradmiral Frank Brooks Upham, der von 1933 bis 1935 Befehlshaber der Asien-Flotte (US Asiatic Fleet) war.

John Southworth Upham, Jr. stammte aus einer Familie von Offizieren. Er war der älteste von drei Söhnen des späteren Oberst John Southworth Upham, der 1903 seine Offiziersausbildung an der US Military Academy in West Point und zur Zeit der Geburt seines ältesten Sohnes als Offizier in Camp Keithley in Mindanao auf den Philippinen stationiert war, sowie dessen Ehefrau Mary Hutton Upham. Sein jüngerer Bruder Frank Kidder Upham II diente als Kapitän zur See in der US Navy und nahm am Zweiten Weltkrieg sowie am Koreakrieg teil. Sein jüngster Bruder Hudson Hutton Upham war Oberst der US Army Air Forces und kam am 1. November 1946 bei einem Flugzeugabsturz ums Leben. Sein Großvater Frank Kidder Upham nahm als Leutnant des 7th California Regiment (Infantry) am Sezessionskrieg teil und war zuletzt Hauptmann mit dem Brevet-Rang eines Major. Dessen Sohn und jüngere Bruder seines Vaters war Frank Brooks Upham, der zwischen 1889 und 1893 seine Ausbildung zum Seeoffizier an der US Naval Academy in Annapolis absolvierte und zuletzt als Konteradmiral von 1933 bis 1935 Befehlshaber der Asien-Flotte (US Asiatic Fleet) war.
John S. Upham, Jr. selbst erhielt eine präsidiale Ernennung zum Besuch der US Military Academy in West Point, da er aufgrund seines Geburtsortes kein Einwohner eines US-Bundesstaates war. Nach Abschluss seiner Offiziersausbildung wurde er 1928 als Leutnant (Second Lieutenant) der Infanterie in die US Army übernommen. Nach verschiedenen Verwendungen als Infanterieoffizier war er Instrukteur an der Abteilung für Mathematik der US Military Academy und wurde nach dem Besuch von Lehrgängen in Fort Benning als Infanterieoffizier zur Panzertruppe versetzt.

### Zweiter Weltkrieg, Nachkriegszeit und Aufstieg zum Generalleutnant

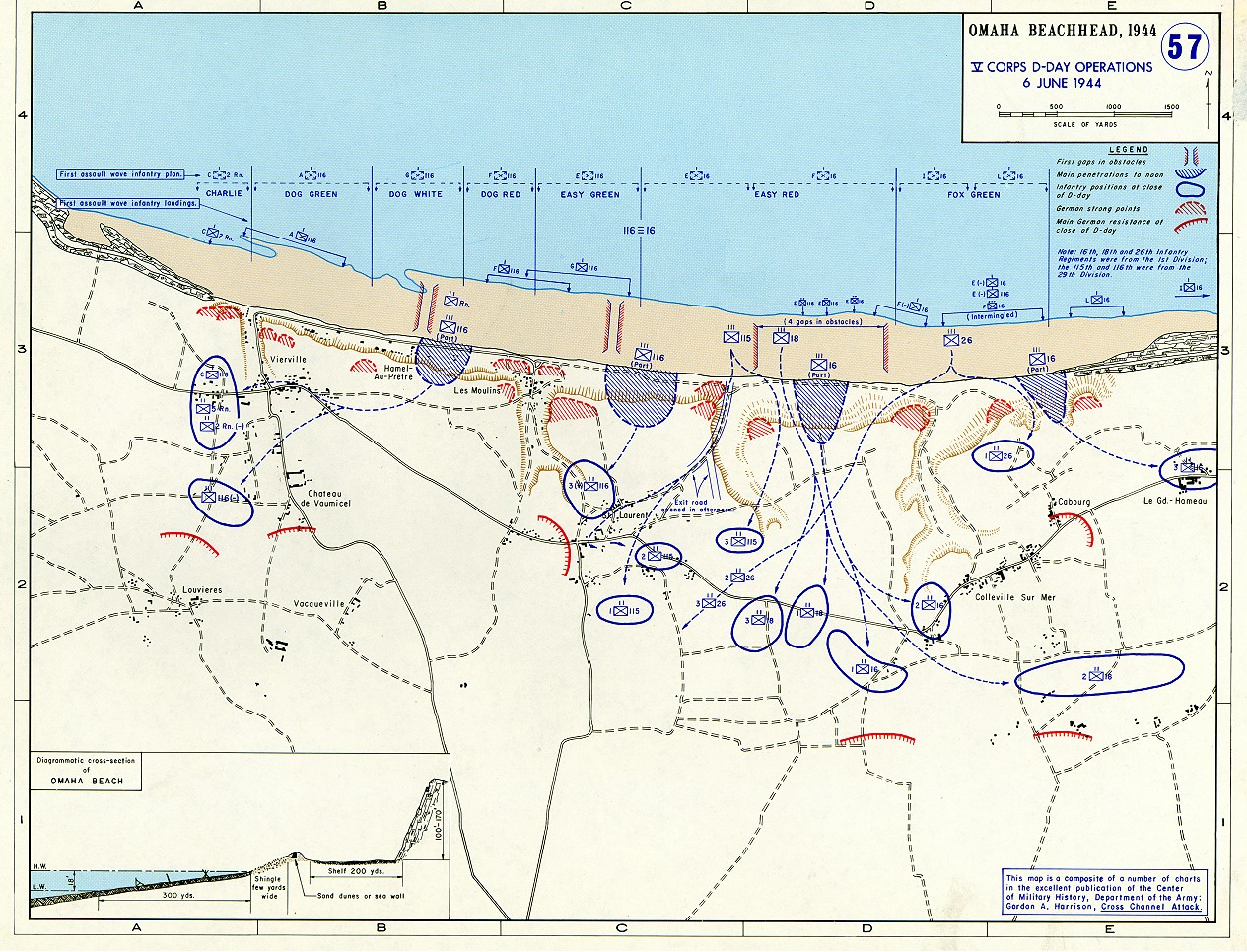
Die militärischen Operationen am sogenannten „Omaha Beach“ am D-Day am 6. Juni 1944.

Im Zweiten Weltkrieg war Upham während der Operation Overlord sowie der Operation Neptune am D-Day am 6. Juni 1944 während der alliierten Landung in der Normandie als Oberstleutnant (Lieutenant Colonel) Kommandeur (Commanding Officer) des zur 1. Infanteriedivision (1st Infantry Division) gehörenden 743 Panzerbataillons (743rd Tank Battalion). An diesem Tag war die Einheit von Upham am sogenannten „Omaha Beach“ in der Normandie gegen deutsche Truppen im Einsatz. Zu Beginn des D-Day, als sein 743. Panzerbataillon landete, leitete er die Operationen per Funk von einem mehrere hundert Meter vor der Küste entfernten Landungsschiff. Das Entladen von Panzern und Männern wurde immer schwieriger, da unter dem verheerenden feindlichen Feuer die Wracks die Bewegung am Omaha Beach behinderten. Der Ernst der Lage erkannte er an Bord seines Landungsbootes und watete angesichts des deutschen Feuers an Land. Nachdem sie zu den Panzern gegangen waren, führte er persönlich über den unter Beschuss gelegenen Strand und leitete den Kampf seiner Einheit, um den Strandausgang zu öffnen. Obwohl er zweimal schwer verwundet wurde, lehnte Oberstleutnant Upham medizinische Hilfe ab und blieb stattdessen dem feindlichen Feuer ausgesetzt, während er das Feuer und die Bewegung seiner Panzer koordinierte. Erst nachdem sein Bataillon sein Ziel erreicht hatte, ließ sich Upham zur Behandlung seiner Wunden evakuieren. Für seine entschlossene Führung, sein mutiges Handeln und seinen außergewöhnlichen Heldenmut wurde ihm an diesem Tag das Distinguished Service Cross verliehen, die zweithöchste Auszeichnung der US-Armee für Tapferkeit.
Nach seinem längeren Krankenhausaufenthalt wurde Upham Dozent am Command and General Staff College (CGSC) in Fort Leavenworth. Nach Kriegsende besuchte er neben verschiedenen weiteren Verwendungen als Offizier und Stabsoffizier das Armed Forces Staff College (AFSC) in Norfolk sowie das National War College (NWC) in Fort Lesley J. McNair. Er war zwischen 1955 und 1958 im Heeresministerium (US Department of the Army) assistierender stellvertretender Chef des Heeresstabes für Operationen (Assistant Deputy Chief of Staff of Operations). Im August 1958 wurde er als Generalmajor (Major General) Nachfolger von Generalmajor Roy E. Lindquist als Kommandeur der 3. Infanteriedivision (Commanding General, 3rd Infantry Division), der sogenannten „The Rock of the Marne“, und bekleidete diese Funktion bis April 1960, woraufhin Generalmajor Albert Watson II seine dortige Nachfolge antrat. Danach war er zwischen April 1960 und Mai 1962 Kommandant des Armed Forces Staff College (AFSC). Zuletzt löste er nach seiner Beförderung zum Generalleutnant (Lieutenant General) im Mai 1962 Generalleutnant Ridgely Gaither als Kommandeur der Zweiten US-Armee (Second US Army). Auf diesem Posten blieb er bis zu seinem Ausscheiden aus dem aktiven Militärdienst am 1. Juli 1964 und wurde danach von Generalleutnant William F. Train abgelöst. Für seine langjährigen Verdienste wurde ihm am 31. Juli 1964 auch die Army Distinguished Service Medal verliehen.
John Southworth Upham, Jr., war mit Harriette L. Upham (1905–1987) verheiratet und wurde nach seinem Tode auf dem Nationalfriedhof Arlington beigesetzt.

## Auszeichnungen
Auswahl der Auszeichnungen, sortiert in Anlehnung der Order of Precedence of Military Awards:
- Distinguished Service Cross
- Army Distinguished Service Medal